# جمعية كينيا الوطنية
جمعية كينيا الوطنية (بالإنجليزية: National assembly of Kenya )‏ هي الهيئة التشريعية في كينيا، وتتكون من 349 مقعداً، وهي المجلس الأدنى في برلمان كينيا.

## طالع أيضًا
- برلمان كينيا